# Plaza de Armas de Aguascalientes
La Plaza de Armas de Aguascalientes es la plaza principal del centro histórico de la ciudad de Aguascalientes, capital del estado homónimo, en México. Se encuentra frente a la fachada principal del Palacio de Gobierno de Aguascalientes y muy cerca de la Catedral Basílica de Nuestra Señora de la Asunción. Es considerada el corazón cívico, político y social de la ciudad.

## Historia
La plaza fue trazada a finales del siglo XVI, poco después de la fundación de la Villa de Nuestra Señora de la Asunción de Aguas Calientes en 1575. Durante el periodo colonial fue el espacio central para las actividades religiosas, militares y comerciales.

## Características
En su centro se ubica un kiosco de estilo art nouveau, importado de Francia en el siglo XIX, y considerado uno de los elementos emblemáticos del mobiliario urbano de Aguascalientes.

## Uso contemporáneo
Actualmente, la Plaza de Armas continúa siendo un punto de encuentro social y cultural. En ella se realizan eventos como:
- El Grito de Independencia cada 15 de septiembre.
- Presentaciones musicales durante la Feria Nacional de San Marcos.
- La Marcha del Orgullo LGBT de Aguascalientes, que ha incluido este sitio como punto final y simbólico del recorrido.[1]